# Kill-Town Death Fest
Kill-Town Death Fest er en musikfestival i København med fokus på dødsmetal. Festivalen har dels været afholdt i Ungdomshuset i Københavns Nordvestkvarter, og dels på Loppen på Christiania. Den er baseret på D.I.Y. (Do-it-yourself) princippet. KTDF ser således sig selv som en del af et alternativ til de kommercielle festivaler. 